# Antoni Czechowicz
Antoni Czechowicz (ur. 7 marca 1897 w Jekaterynosławiu, zm. 20 stycznia 1979 w Londynie) – rotmistrz Wojska Polskiego.

## Życiorys
Urodził się 7 marca 1897 w Jekaterynosławiu, ówczesnej stolicy guberni jekaterynosławskiej, w rodzinie Leona Konstantego.
1 czerwca 1921 pełnił służbę w 14 pułku ułanów. Później został przeniesiony do 6 pułku ułanów w Stanisławowie. 3 maja 1922 został zweryfikowany w stopniu podporucznika ze starszeństwem od 1 lipca 1920 i 221. lokatą w korpusie oficerów jazdy (od 1924 – kawalerii). 12 lutego 1923 prezydent RP awansował go z dniem 1 stycznia 1923 na porucznika ze starszeństwem z 1 lipca 1922 i 17. lokatą w korpusie oficerów jazdy. W listopadzie 1924 został przydzielony z macierzystego pułku do szwadronu pionierów przy 6 Samodzielnej Brygadzie Kawalerii w Stanisławowie na stanowisko młodszego oficera szwadronu. W marcu 1926 wrócił do pułku. W listopadzie 1928 ogłoszono jego przeniesienie do 21 pułku ułanów w Równem. Z dniem 24 kwietnia 1930 został przydzielony na I sześciomiesięczny kurs unitarny broni pancernych w Centrum Wyszkolenia Broni Pancernych w Warszawie. W październiku 1930 został przeniesiony do 1 dywizjonu samochodów pancernych w Brześciu. Z dniem 1 września 1931 został przeniesiony do 4 dywizjonu pancernego w Brześciu, ale w następnym miesiącu przeniesiony do 3 pułku pancernego w Modlinie. Wiosną 1934 został przeniesiony do Centrum Wyszkolenia Czołgów i Samochodów Pancernych w Modlinie. Na stopień kapitana został awansowany ze starszeństwem z 19 marca 1938 i 145. lokatą w korpusie oficerów administracji, grupa administracyjna. Jako oficer korpusu osobowego kawalerii, przeniesiony do grupy administracyjnej korpusu oficerów administracji, zachował dotychczasowe umundurowanie i prawo do tytułu rotmistrza. Później został przeniesiony w stan spoczynku. 
Zmarł 20 stycznia 1979 w Londynie. Został pochowany na cmentarzu Gunnersbury w Londynie.
Według kilku źródeł Antoni Czechowicz walczył w kampanii wrześniowej na stanowisku dowódcy szwadronu czołgów rozpoznawczych dywizjonu rozpoznawczego Warszawskiej Brygady Pancerno-Motorowej i miał polec 8 lub 10 września 1939 pod m. Lipsko. W rzeczywistości poległym dowódcą szwadronu czołgów rozpoznawczych był kapitan broni pancernych Karol Czechowski.

## Ordery i odznaczenia
- Krzyż Walecznych dwukrotnie
- Medal Niepodległości – 25 stycznia 1933 „za pracę w dziele odzyskania niepodległości”[25][26]
- Srebrny Krzyż Zasługi – 22 maja 1939 „za zasługi w służbie wojskowej”[18]
- Odznaka „Znak Pancerny” nr 664 – 11 listopada 1934[27]
- Medal Zwycięstwa[28][29]